# Matka vlast volá
Matka Vlast volá (rusky Родина-мать зовёт) je monumentální socha stojící nad ruským Volgogradem. Je součástí Památníku bitvy o Stalingrad na návrší zvaném Mamajova mohyla (rusky Мамаев курган); pod tímto názvem je také památník všeobecně znám. V roce 1967 to byla největší socha na světě. Nyní jde o největší sochu v Evropě a největší sochu ženy na světě, bráno bez podstavce.

## Popis
Matka Vlast je zpodobněna jako antická bohyně vítězství Níké – vpřed kráčející žena v rozevlátém rouchu, ve zdvižené pravé ruce svírající meč. Je to alegorie Vlasti, volající své syny do boje s nepřítelem. Celková výška sochy činí 85 metrů, postava na výšku 52 metry a další 33 metry její meč. Dílo vytvořili sochař J. V. Vučetič a inženýr N. V. Nikitin.
Určitá nejistota dosud panuje ohledně postavy, která byla předlohou monumentálního díla. Coby možné inspirace jsou zmiňovány tři ženy: atletka Nina Dumbadze, která se jako jedna z prvních sovětských sportovkyň mohla prosadit na mezinárodním fóru, manželka sochaře Vera Vučetičová a, jak se nedávno ukázalo, šestadvacetiletá servírka restaurace Volgograd Valentina Izotovová.
Na jaře 2017 začne komplexní program obnovy památníku v ceně dvou miliard rublů, který potrvá rok a půl. Všechny vzniklé trhliny musí být opraveny a více než 6 000 m² betonového povrchu bude obnoveno.

## Místo a památník
Mamajova mohyla je dominantní výšina západně od jihoruského města Volgogradu, dříve známého jako Stalingrad (až do roku 1925 se město jmenovalo Caricyn). Podle pracovníků muzea pochází název od turkického pojmenování pahorku či výšiny.
Celé toto místo je velmi symbolické z hlediska průběhu druhé světové války, protože o Mamajovo návrší byly v průběhu Stalingradské bitvy (podzim 1942 – zima 1943) sváděny velmi urputné boje. Na pahorku byl po druhé světové válce vybudován rozsáhlý památník bitvy u Stalingradu. Od paty kopce až k samotné soše vede přesně 200 schodů, které mají symbolizovat počet dní trvání bitvy o Stalingrad. Součástí památníku je i masový hrob neznámých sovětských vojáků.
Celý památník byl budován od roku 1959. Slavnostně otevřen byl 15. října 1967. Na jeho vzniku měl svůj podíl i legendární velitel obrany Stalingradu maršál SSSR Vasilij Ivanovič Čujkov, který je zde (jako jediný ze všech maršálů Sovětského svazu) také pohřben.
Navíc právě toto návrší, jako jedno z míst nejurputnějších bojů celé bitvy, je považováno za jedno ze symbolických míst, kde došlo k zásadnímu obratu v průběhu druhé světové války vůbec.

## Časová kapsle
Do památníku byla v roce 1970 umístěna časová kapsle s posláním pro potomky s požadavkem na otevření v roce 2045 při 100. výročí vítězství nad nacistickým Německem. Kapsle je umístěna pod sochou na Náměstí hrdinů na levé části první zdi od bazénu směrem k soše, vlevo od dalších pěti větších tmavých desek. Text na desce: „Zde byla uložena 9. května 1970 v den 25. výročí vítězství sovětského národa nad fašistickým Německem kapsle s poselstvím pracujícího lidu města hrdiny Volgogradu a veteránů Velké vlastenecké války k potomkům. Otevřete 9. května 2045 v den stoletého výročí vítězství nad fašistickým Německem“. 

Socha na vlajce Volgogradské oblasti
Socha na velkém znaku Volgogradské oblasti